# تام امراین
تام امراین (انگلیسی: Tom Amrhein؛ زادهٔ ۱۹۱۱ - درگذشته نامشخص) بازیکن فوتبال اهل ایالات متحده آمریکا بود.
وی همچنین در تیم ملی فوتبال ایالات متحده آمریکا بازی کرده‌است.